# Trouna
Trouna (auch: Atourna, Atrouna) ist ein Dorf in der Landgemeinde N’Gourti in Niger.

## Geographie
Das von einem traditionellen Ortsvorsteher (chef traditionnel) geleitete Dorf liegt rund 58 Kilometer nordwestlich des Hauptorts N’Gourti der gleichnamigen Landgemeinde und des gleichnamigen Departements N’Gourti, das zur Region Diffa gehört. Zu den Siedlungen in der näheren Umgebung von Trouna zählt Meleck im Südosten. Westlich von Trouna erhebt sich der die Landschaft dominierende, 330 m hohe Hügel Kariamentou.
Es herrscht das Klima der Sahara vor, mit einer durchschnittlichen jährlichen Niederschlagsmenge von unter 200 mm. In der Gegend von Trouna leben vereinzelt Dorkasgazellen und Trappen.

## Bevölkerung
Bei der Volkszählung 2012 hatte Trouna 130 Einwohner, die in 23 Haushalten lebten. Bei der Volkszählung 2001 betrug die Einwohnerzahl 74 in 13 Haushalten
Die Bevölkerungsdichte in diesem Gebiet ist gering und liegt bei unter 10 Einwohnern je Quadratkilometer.

## Wirtschaft und Infrastruktur
Die Siedlung liegt in einem Gebiet der Naturweidewirtschaft, wobei vor allem die Rinder- und Schafzucht wirtschaftlich bedeutend sind. Mit einem Centre de Santé Intégré (CSI) ist ein Gesundheitszentrum im Ort vorhanden.